# Anna Gavrilenko
Anna Vital'evna Gavrilenko (in russo Анна Витальевна Гавриленко?; Sverdlovsk, 10 luglio 1990) è una ginnasta russa, vincitrice della medaglia d'oro nel concorso a squadre di ginnastica ritmica alle olimpiadi di Pechino.

## Palmarès
- Giochi olimpici estivi

Pechino 2008: oro nel concorso a squadre.
- Campionati mondiali di ginnastica ritmica

2007 - Patrasso: oro nel concorso a squadre e nel concorso 5 funi.